# أمبرتو ماسيتي
أمبرتو ماسيتي (بالإيطالية: Umberto Masetti)‏ كان متسابق دراجات نارية إيطالي فاز ببطولة سباق الجائزة الكبرى للدراجات النارية. نافس في سباقات بطولة العالم لفئة 500 سي سي ولفئة 350 سي سي ولفئة 250 سي سي ولفئة 125 سي سي ولفئة 50 سي سي.

## البطولات
- سباق الجائزة الكبرى للدراجات النارية 1950
- سباق الجائزة الكبرى للدراجات النارية 1952

## روابط خارجية
- أمبرتو ماسيتي على موقع MotoGP.com (الإنجليزية)